# 愛のチャペル
「愛のチャペル」（原題： Chapel of Love）は、ディキシー・カップスが1964年に発表したデビュー・シングル。
ローリング・ストーンの選ぶオールタイム・グレイテスト・ソング500（2010年版）では284位にランクされている。

## 概要
ジェフ・バリーとエリー・グレニッチのソングライター・チームにフィル・スペクターが加わって書かれた。1963年4月にブロッサムズによって一度録音されたが、彼女らのパージョンは未発表のまま終わった。
ジェリー・リーバーとマイク・ストーラーがジョージ・ゴールドナーとともに経営するレッド・バード・レコードから、ディキシー・カップスのデビュー・シングルとして1964年4月に発売された。B面は「ステキじゃない（Ain't That Nice）」。同年6月6日から6月20日にかけて3週連続でビルボード・Hot 100の1位を記録した。イギリスでは22位、カナダでは1位を記録した。ビルボードの1964年の年間チャートの21位を記録し、ゴールドディスクに輝いた。
『フルメタル・ジャケット』（1987年）、『花嫁のパパ』（1991年）、『フォー・ウェディング』（1994年）などの映画で使用された。

## カバー・バージョン
- ザ・ロネッツ - 1964年のアルバム『Presenting the Fabulous Ronettes Featuring Veronica』に収録。
- テレサ・ブリュワー - 1964年のアルバム『Golden Hits of 1964』に収録。
- ベット・ミドラー - 1973年のシングル。「Friends」と両A面扱いでビルボード・Hot 100の40位を記録した[6]。
- ザ・パースエージョンズ - 1973年のアルバム『We Still Ain't Got No Band』に収録。
- ザ・ビーチ・ボーイズ - 1976年のアルバム『15・ビッグ・ワンズ』に収録。
- ペニー・マーシャル&シンディ・ウィリアムズ - 1976年のアルバム『Laverne & Shirley Sing』に収録[7]。
- エルトン・ジョン -1994年の映画『フォー・ウェディング』のサウンドトラック。